# Гырмаме Ныуай
Гырмаме́ Ныуа́й (геэз ገርማሜ ንዋይ; 14 августа 1924, Аддис-Абеба — 24 декабря 1960, Моджо) — эфиопский политический деятель, известный своей ролью в попытке государственного переворота 1960 года, после которой он покончил жизнь самоубийством.

## Биография
Гырмаме был выходцем из знатной семьи народа амхара, аристократии провинции Шоа. Родился в Аддис-Абебе в 1924 году. После получения начального и среднего образования в престижных школах столицы, носящих имя Тэфэри Мэконнына Хайле Селассие I, он отправился в Соединённые Штаты для дальнейшего обучения. Он получил степень бакалавра гуманитарных наук в Висконсинском университете и степень магистра социальных наук в Колумбийском университете в 1954 году. Там он был президентом Ассоциации эфиопских студентов, обучающихся в США.
По возвращении в Эфиопию Гырмаме был назначен губернатором округа Уоламо в провинции Сидамо, затем Джиджиги. На должности губернатора провинции Волайта пробыл один год с 1958, а в 1959 году был переведён управлять регионом Сомали.
Хотя в этих местах он проводил реформы, но сталкивался с оппозицией своим действиям (например, когда он попытался побудить население оромо в городе Велламу строить дороги, мосты и школы, это привело местных землевладельцев к агитации за его отставку) и стал одним из губернаторов, разочарованных центральной властью. Как указывает один из эфиопских историков, «препятствия, с которым Ныуай столкнулся даже в этих отдаленных местностях, убедили его о необходимости перемен, и он начал работать над этим вместе со своим братом».
Студенты, обучавшиеся за границей в начале 1960-х годов, считали, что Гырмаме придерживался социалистических идей, а по утверждению многих придворных — коммунистических взглядов. Генерал-майор Мулюгета Булли, бывший в 1959–1960 гг. министром национального общинного развития, прямо называл его коммунистом (возможно, имелись в виду не столько его взгляды, сколько конкретные дела: Гырмаме Ныуай, будучи одно время губернатором в Уолламо, раздавал пустующие государственные земли безземельным крестьянам, не имея на то согласия императора).

## Попытка переворота
На рубеже 1959–1960 годов в Аддис-Абебе возник тайный Совет революции, который возглавляли братья Мэнгысту и Гырмаме Ныуай. Последний был недоволен действиями, предпринятыми против него Хайле Селассие.
Он сыграл роль идейного вдохновителя попытки государственного переворота, предпринятой императорской гвардией Кебур Забанга 13 декабря 1960 года. Ставил своей целью свержение Хайле Селассие I и проведение прогрессивных реформ. Отсутствие контактов с народными массами и армией, неясность целей переворота, слабое использование средств массовой пропаганды, недостаточная информированность большинства участников движения о его задачах, нерешительность и декларативность заявлений руководителей, отсутствие наступательных действий со стороны Совета революции, его неспособность нейтрализовать армейский генералитет, сохранивший преданность императору — всё это обусловило неудачу заговора.
Гырмаме Ныуай покончил жизнь самоубийством 24 декабря 1960 года, когда они с братом, Менгисту Ныуаем, были окружены правительственными войсками вблизи Моджо (Эфиопия).